# گافیسا
گافیسا (به پرتغالی: Gafisa) شرکت مشاوره املاک و ساخت‌وساز برزیلی است، که تمرکز آن در زمینه ساخت املاک مسکونی، ساختمان‌های اداری و مراکز خرید می‌باشد.
شرکت گافیسا در سال ۱۹۵۴ در شهر ریو د ژانیرو تأسیس شد و در حال حاضر دفتر مرکزی آن در شهر سائوپائولو، قرار دارد. سهام این شرکت در بازار بورس نیویورک و بورس سائوپائولو معامله می‌شود.